# ФК Титоград
ОФК Титоград (Подгорица) (на черногорски: Omladinski fudbalski klub Titograd) е черногорски футболен клуб от столицата Подгорица. Най-големите успехи на тима са спечелването на купата на страната през сезон 2014/15 и спечелването на шампионската титла през сезон 2015/16 г.

## Предишни имена
| Години      | Име                                                             |
| ----------- | --------------------------------------------------------------- |
| 1951 – 1960 | ФК „Младост“ (Титоград) Fudbalski klub "Mladost" Titograd       |
| 1960 – 1992 | ОФК „Титоград“ (Титоград) Omladinski fudbalski klub "Titograd"  |
| 1992 – 2018 | ФК „Младост“ (Подгорица) Fudbalski klub "Mladost" Podgorica     |
| 2018 –      | ОФК „Титоград“ (Подгорица) Omladinski fudbalski klub "Titograd" |

## Срещи с български отбори
Титоград се е срещал в официални мачове с български отбори

### „Лудогорец"
Шампионска лига 2016/17, 2-ри кръг:
|           | Общ резултат |          | 1-ви мач | 2-ри мач |
| --------- | ------------ | -------- | -------- | -------- |
| Лудогорец | 5:0          | Титоград | 2:0      | 3:0      |

### „ЦСКА"
Лига Европа 2019/20, 1-ви кръг:
|              | Общ резултат |          | 1-ви мач | 2-ри мач |
| ------------ | ------------ | -------- | -------- | -------- |
| ЦСКА (София) | 4:0          | Титоград | 4:0      | 0:0      |

## Успехи
Черна гора
- Черногорска първа лига
  -  Шампион (1): 2015/16
  -  Бронзов медалист (2): 2016/17, 2017/18
- Купа на Черна гора
  -  Носител (2): 2014/15, 2017/18
  -  Финалист (1): 2013/14
- Черногорска втора лига
  -  Шампион (1): 2009/10

 Сърбия и Черна гора (2003 – 2006)
- Сръбска и Черногорска лига:
  -  Сребърен медал (1): 2005/06
- Купа на Сърбия и Черна гора
  -  Носител (1): 2002/03

 СР Югославия (1992 – 2003)
- Сръбска и Черногорска лига:
  -  Шампион (1): 1998/99

 СФРЮ
- Черногорска репубиканска лига
  -  Шампион (11): 1958/59, 1960/61, 1961/62, 1963/64, 1966/67, 1967/68, 1974/75, 1978/79, 1983/84, 1986/87, 1990/91
  -  Сребърен медал (5): 1954/55, 1964/65, 1965/66, 1976/77, 1994/95
- Черногорска репубиканска купа
  -  Носител (4): 1965/66, 1975/76, 1982/83, 1997/98

## Български футболисти
- Дилян Колев: 2014 - (11 мача - 0 гола)